# Quantum Leap
Quantum Leap är en amerikansk TV-serie som sändes på NBC från 1989 till 1993 i 96 avsnitt som skapades av Donald P. Bellisario.
Serien handlar om fysikern Dr. Sam Beckett (Scott Bakula) som hoppar fram och tillbaka i tiden, och in i kropparna för andra människor för att rätta till händelser som hade gått snett inom sin egen livstid. Den andra huvudrollen spelas av Dean Stockwell.
Serien överlappar flera genrer, däribland science fiction, antologi, komedi, samtidskommentar och nostalgi.
År 2022 fick serien är uppföljare med samma namn.

## Handling och synopsis
Fysikern Dr. Sam Beckett har en teori om att tidsresor är möjliga inom ens egen livstid och med stöd från amerikanska myndigheter byggt en maskin som fått kodnamnet "Quantum Leap" (på svenska "kvantsprång").
Men några år senare bestämmer sig myndigheterna för att dra undan allt stöd, eftersom inga synliga framsteg är gjorda. Sam bestämmer sig för att testa den på sig själv, i hopp om att rädda projektet innan någon hinner stoppa honom. Han blir därför kastad tillbaka i tid och rum. Han återfår medvetande men upptäcker att han hamnat i någon annans kropp. Ett hologram av hans bästa vän Al Calavicci (Dean Stockwell) dyker upp, enbart synlig och hörbar för Sam, hjälpandes till med att förklara Sam att han måste rätta upp något som gick snett i dåtiden. När Sam har rättat till något för den persons kropp han "löpt in till", kastas han vidare i tid och rum till någon annan, vilket är hur ett avsnitt vanligen slutar.
Uppdragen "styrs av en okänt kraft" och varje gång Sam har rättat till något för någon annan, så hoppas han att nästa tidsresa ska vara hans sista uppdrag, åter till sin egen tid.

## Medverkande
| Scott Bakula    | – Dr. Samuel Beckett                  |
| Dean Stockwell  | – Al Calavicci                        |
| Deborah Pratt   | – Ziggy (röst)                        |
| Candy Ann Brown | – Dr. Verbena Beeks (senare säsonger) |

## Om produktionen
Scott Bakula refererade till serien som en skådespelares dröm att i varje avsnitt i praktiken spela en ny roll.
Quautum Leap nominerades till Primetime Emmy Award för bästa dramaserie 1990, 1991 och 1992.

## Visning i Sverige
Serien har inte visas på TV i Sverige, men seriens pilotavsnitt gavs ut på video 1989 med titeln Alla tiders hjälte.